# Habenaria latifolia
Habenaria latifolia är en orkidéart som beskrevs av Carl Sigismund Kunth. Habenaria latifolia ingår i släktet Habenaria och familjen orkidéer.
Artens utbredningsområde är Colombia. Inga underarter finns listade i Catalogue of Life.